# Competição intraespecífica

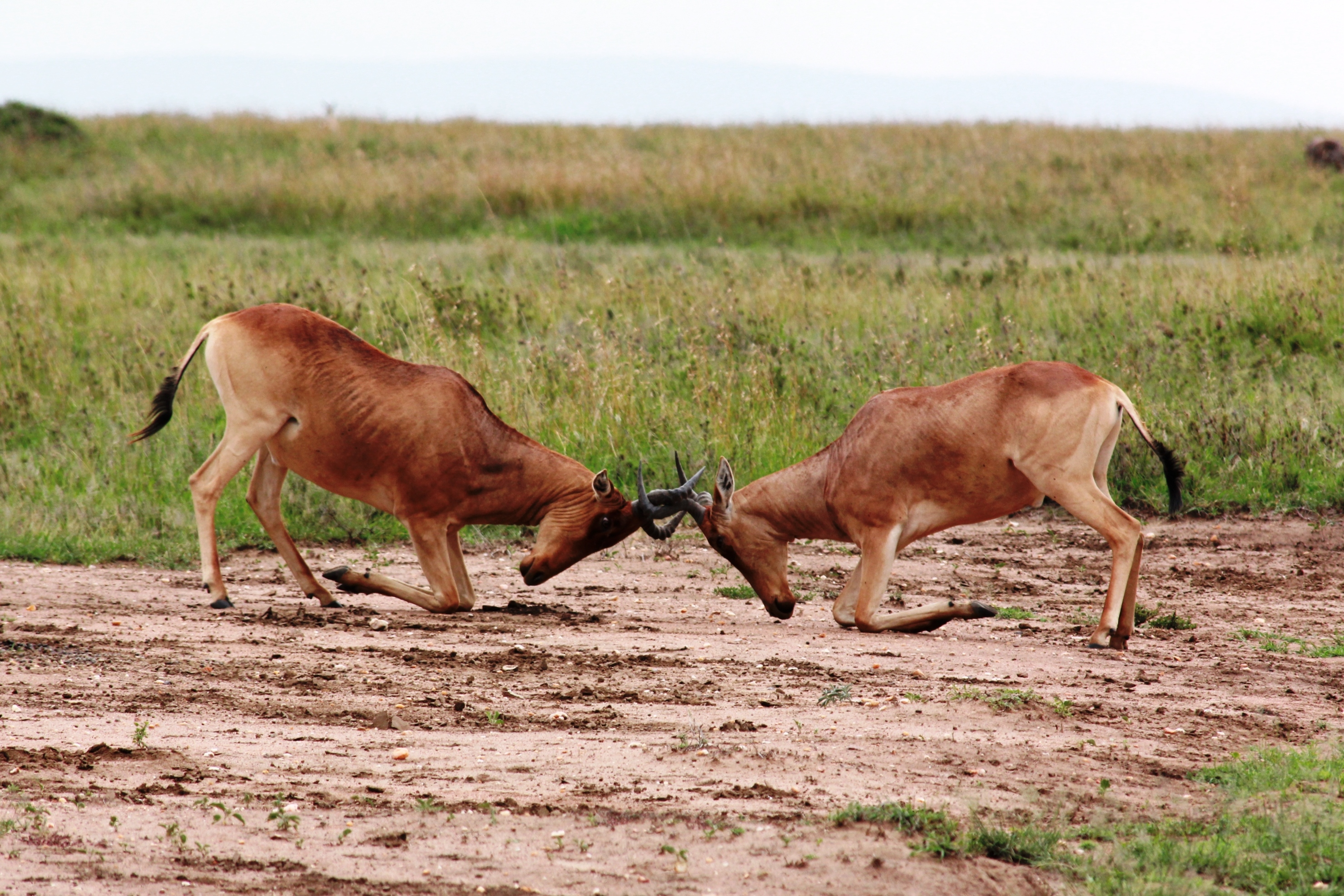
Machos competindo por território

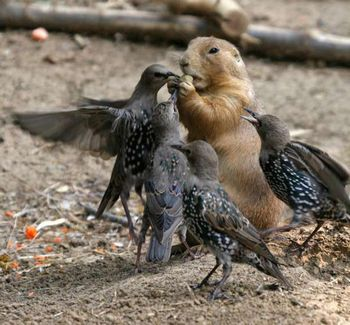

A competição intraespecífica é uma interação em ecologia de populações, pela qual membros de uma mesma espécie competem por recursos limitados. Isso leva a uma redução na aptidão de ambos os indivíduos, mas o indivíduo mais apto sobrevive e é capaz de se reproduzir. Em contraste, a competição interespecífica ocorre quando membros de diferentes espécies competem por um recurso compartilhado. Membros de uma mesma espécie têm requisitos de recursos bastante semelhantes, enquanto espécies diferentes têm uma menor sobreposição de recursos contestados, resultando em competição intraespecífica geralmente sendo uma força mais forte do que competição interespecífica.
Os indivíduos podem competir por comida, água, espaço, luz, parceiros ou qualquer outro recurso necessário para a sobrevivência ou reprodução. O recurso deve ser limitado para que a competição ocorra; Se cada membro da espécie pode obter uma quantidade suficiente de cada recurso, então os indivíduos não competem e a população cresce exponencialmente.  O crescimento exponencial prolongado é raro na natureza porque os recursos são finitos e, portanto, nem todos os indivíduos de uma população podem sobreviver, levando à competição intraespecífica pelos recursos escassos.
Quando os recursos são limitados, o aumento do tamanho da população reduz a quantidade de recursos disponíveis para cada indivíduo, reduzindo a aptidão per capita da população. Como resultado, a taxa de crescimento de uma população diminui à medida que a competição intraespecífica se torna mais intensa, tornando-se um processo negativamente dependente da densidade. A queda da taxa de crescimento populacional com o aumento populacional pode ser modelada efetivamente com o modelo de crescimento logístico.  A taxa de mudança da densidade populacional eventualmente cai para zero, o ponto que os ecologistas denominaram de capacidade de carga (K). No entanto, uma população só pode crescer para um número muito limitado dentro de um ambiente.  A capacidade de carga, definida pela variável k, de um ambiente é o número máximo de indivíduos ou espécies que um ambiente pode sustentar e suportar durante um longo período de tempo. Os recursos dentro de um ambiente são limitados e não são infinitos.  Um ambiente só pode suportar um certo número de indivíduos antes que seus recursos diminuam completamente.  Números maiores do que isso sofrerão um crescimento populacional negativo até eventualmente atingirem a capacidade de carga, enquanto populações menores do que a capacidade de carga crescerão até atingi-la.
A competição intraespecífica não envolve apenas interações diretas entre membros da mesma espécie (como veados machos travando chifres ao competir por parceiros), mas também pode incluir interações indiretas em que um indivíduo esgota um recurso compartilhado (como um urso pardo capturando um salmão que não pode mais ser comido por ursos em diferentes pontos ao longo de um rio).
A forma como os recursos são divididos pelos organismos também varia e pode ser dividida em disputa e competição de concursos. A competição conflituosa envolve uma distribuição relativamente uniforme de recursos entre uma população, já que todos os indivíduos exploram um pool de recursos comum. Já a competição por concurso é a distribuição desigual de recursos e ocorre quando hierarquias em uma população influenciam a quantidade de recursos que cada indivíduo recebe. Organismos nos territórios mais valorizados ou no topo das hierarquias obtêm uma quantidade suficiente dos recursos, enquanto indivíduos sem território não obtêm nenhum dos recursos.

## Consequências da concorrência intraespecífica

### Taxas de crescimento desaceleradas

Crescimento exponencial da população humana nos últimos 1.000 anos.

O principal impacto da competição intraespecífica é a redução das taxas de crescimento populacional à medida que a densidade populacional aumenta. Quando os recursos são infinitos, a competição intraespecífica não ocorre e as populações podem crescer exponencialmente. O crescimento populacional exponencial é extremamente raro, mas tem sido documentado, mais notavelmente em humanos desde 1900. As populações de elefantes (Loxodonta africana) no Parque Nacional Kruger (África do Sul) também cresceram exponencialmente em meados de 1900, depois que controles rigorosos de caça ilegal foram implementados.
{\displaystyle {dN(t) \over dt}=rN(t)\left(1-{\frac {N(t)}{K}}\right)}.
dN(t)/dt = taxa de variação da densidade populacional
N(t) = tamanho da população no tempo t
r = taxa de crescimento per capita
K = capacidade de carga

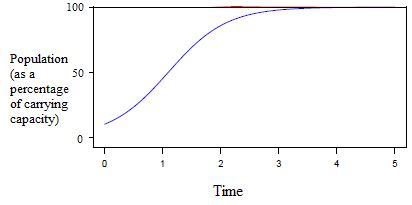
Crescimento populacional contra o tempo em uma população que cresce logisticamente. As partes mais íngremes do gráfico são onde o crescimento populacional é mais rápido.

A equação do crescimento logístico é uma ferramenta eficaz para modelar a competição intraespecífica, apesar de sua simplicidade, e tem sido usada para modelar muitos sistemas biológicos reais. Em baixas densidades populacionais, N(t) é muito menor que K e, portanto, o principal determinante para o crescimento populacional é apenas a taxa de crescimento per capita. Entretanto, à medida que N(t) se aproxima da capacidade de carga, o segundo termo da equação logística torna-se menor, reduzindo a taxa de mudança da densidade populacional.
A curva de crescimento logístico é inicialmente muito semelhante à curva de crescimento exponencial. Quando a densidade populacional é baixa, os indivíduos estão livres de competição e podem crescer rapidamente. No entanto, à medida que a população atinge seu máximo (a capacidade de carga), a competição intraespecífica se torna mais acirrada e a taxa de crescimento per capita diminui até que a população atinja um tamanho estável. Na capacidade de carga, a taxa de mudança da densidade populacional é zero porque a população é a maior possível com base nos recursos disponíveis. Experimentos sobre taxas de crescimento de Daphnia mostraram uma aderência impressionante à curva de crescimento logístico.  O ponto de inflexão no gráfico de densidade populacional de Daphnia ocorreu na metade da capacidade de carga, conforme previsto pelo modelo de crescimento logístico.

Os experimentos de laboratório de Gause na década de 1930 mostraram crescimento logístico em microrganismos. As populações de leveduras cultivadas em tubos de ensaio inicialmente cresceram exponencialmente. Mas, à medida que os recursos se tornaram mais escassos, suas taxas de crescimento desaceleraram até atingir a capacidade de carga. Se as populações fossem movidas para um contêiner maior com mais recursos, elas continuariam a crescer até atingir sua nova capacidade de carga. A forma de seu crescimento pode ser modelada de forma muito eficaz com o modelo de crescimento logístico.